# Водоприплив
Водоприплив (рос. водоприток, англ. water influx,  water inflow; нім. Wasserzufluß, Wasserzulauf) — надходження підземних і поверхневих вод в гірничу виробку.
Розрізняють загальний, дільничний і вибійний водоприплив.
Загальний водоприплив в шахти і кар'єри складається:
- з припливу підземних вод (водоносних горизонтів);
- шахтних або кар'єрних вод, що надходять із затоплених виробок і сусідніх шахт або кар'єрів;
- технічних вод, що подаються в шахту або кар'єр для закладення, зрошування, буріння свердловин і інш.;
- поверхневих вод і атмосферних опадів.

На родовищах зі складними гідрогеологічними і гідрологічними умовами загальний водоприплив в шахти і кар'єри досягає декількох тисяч м3/год.